# Albert Anastas
Albert George Alexander Anastas (* 16. Dezember 1966 in Manavilai, Tamil Nadu) ist ein indischer römisch-katholischer Geistlicher und Bischof von Kuzhithurai.

## Leben
Albert Anastas besuchte das Jesuitenkolleg Arul Anandar in Karumathur und studierte anschließend Philosophie am Christ Hall Seminary in Madurai. Sein Theologiestudium absolvierte er am St. Paul’s Seminary in Tiruchirappalli. Am 26. April 1992 empfing er das Sakrament der Priesterweihe für das Bistum Kottar.
Nach der Priesterweihe war er neben verschiedenen Aufgaben in der Pfarrseelsorge von 1994 bis 1995 Studienpräfekt am Knabenseminar St. Aloysius in Nagercoil und von 1995 bis 1998 Ausbilder am Christ Hall Seminary in Madurai. Von 2000 bis 2007 studierte er in Belgien an der Katholieke Universiteit Leuven, an der er zunächst das Lizenziat erwarb und anschließend promoviert wurde. Von 2007 bis 2012 war er in der Christian Life Commission Sekretär für die Bereiche Katechismus, Liturgie und Bibel. Von 2013 bis 2016 war er Direktor des Rural motivation programme der Diocesan Social Service Society von Kottar. Von 2014 bis 2016 war er zusätzlich Dekan in Kottar und gehörte dem Konsultorenkollegium an. Ab 2016 war er Professor und ab 2017 zusätzlich Bibliothekar am St. Paul’s Seminary in Tiruchirappalli.
Papst Franziskus ernannte ihn am 13. Januar 2024 zum Bischof von Kuzhithurai. Der Erzbischof von Madurai, Antony Pappusamy, spendete ihm am 22. Februar desselben Jahres im Heiligtum St. Devasahayam in Nattalam die Bischofsweihe. Mitkonsekratoren waren der emeritierte Bischof von Kottar, Peter Remigius, und der Erzbischof von Pondicherry und Cuddalore, Francis Kalist.